# Winner Optimist
Winner Optimist ApS ist ein dänischer Bootsbaubetrieb, der ausschließlich Optimisten-Jollen, eine kleine und leichte Jolle für Kinder und Jugendliche bis etwa 15 Jahre, produziert.

## Geschichte
Winner Optimist wurde im Jahr 1975 in Faaborg im Süden der Insel Fünen in Dänemark unter dem Namen Winner Boats gegründet, nachdem der Inhaber und Segler Henning Wind beschlossen hatte, die Zusammenarbeit mit seinem bisherigen Partner zu beenden. Der Däne Wind hatte bei den Olympischen Spielen 1964 in Tokio die Bronzemedaille in der Bootsklasse Finn-Dinghy gewonnen. Im Jahr 1968 gewann er Gold bei den Segel-Weltmeisterschaften in Whitstable in derselben Bootsklasse.
Henning Wind wollte in seiner Sportbootwerft überlegene Europe-Jollen und Optimist-Jollen aus hochwertigem Fiberglas herstellen und entwickeln.
Im Jahr 1977 brach im ursprünglichen Werk am Hafen von Faaborg ein Brand aus, und die gesamte Produktion wurde in eine neu gebaute Fabrikationsstätte am Krogsbjergvej in Faaborg verlagert.
Im Laufe der Jahre wurde das Winner-Werk stetig um Büroflächen und mehr Platz für Produktion und Lagerung erweitert. Damit hat sich das Werk heute zur größten und modernsten Produktionsstätte für Optimist-Jollen aus Glasfaser entwickelt. Die Winner Optimist-Jolle wurde kontinuierlich weiterentwickelt und verbessert, immer orientiert an den strengen Klassenvorschriften der Bootsklasse.
Im Jahr 1997 wurde die Produktion von Europe-Jollen zu dem Schwesterunternehmen in Spanien verlagert. Dies führte dazu, dass die gesamte Produktion im Krogsbjergvej auf die Produktion von Optimisten-Jollen von höchster Qualität ausgerichtet wurde.

## Produkte
Winner Optimist stellt drei Qualitätsstufen von Optimisten-Jollen her – ein preiswerteres Modell für Segelschulen und Clubs und zwei Modelle für Regattasegler, abhängig vom Gewicht des Seglers.
Die Sportbootwerft fertigt pro Woche 12 segelfertige Optimisten-Jollen und verkauft sie weltweit. Die Hauptabsatzmärkte sind USA, Frankreich, Italien und Skandinavien. In den asiatischen und arabischen Raum werden vornehmlich Boote für Segelclubs verkauft.

## Regattaeinsatz
Unabhängig von den Qualitätsstufen darf der Rumpf des Bootes bei Verwendung für den Regattabetrieb mit Mastfuß, Befestigungsgurten für die Auftriebskörper, Ausreitgurten und Blockbeschlägen maximal 32 kg wiegen.